# صحة أوبكو
شركة صحة أوبكو. هي شركة اختبارات طبية وأدوية تركز على التشخيص والمستحضرات الصيدلانية . الشركة هي شركة مساهمة عامة في بورصة ناسداك وبورصة تل أبيب تحت الرمز "OPK".